# ZČU Akademici Plzeň
ZČU Akademici Plzeň je plzeňský univerzitní hokejový tým Západočeské univerzity a Lékařské fakulty v Plzni UK v Praze, který od sezony 2019/20 hraje Univerzitní ligu ledního hokeje.

## Historie
Ještě před samotným vznikem Akademiků Plzeň se v roce 2013 odehrál první ročník Bitvy o Plzeň, který ukázal velký zájem o univerzitní hokej v Plzni. 
Hned poté začala jednání o vzniku univerzitního týmu, který byl v roce 2014 založen Vilémem Fraňkem a Filipem Malotou za podpory tehdejšího děkana Lékařské fakulty Borise Kreuzberga a tehdejší rektorky Západočeské univerzity Ilony Mauritzové. 
V první sezóně usedl na trenérské křeslo bývalý plzeňský útočník Pavel Vostřák, který dovedl tým k 7. místu v EUHL. Od druhé sezóny převzal tým Tomáš Ceperko, který je hlavním trenérem až dodnes. Největším úspěchem týmu v EUHL je bronz z ročníku 2016/17. Za tento úspěch obdržel klub z rukou primátora města Plzně Martina Zrzaveckého ocenění za úspěšnou reprezentaci města.
Po vzniku ULLH se Akademici před sezónou 2019/20 pod novým názvem přesunuli na česká kluziště a hned v první dohrané sezóně (2021/22) vybojovali stříbrné medaile. Když v prodloužení rozhodujícího 3. finále podlehli UK Hockey Prague 4:5. O rok později se týmu již podařilo v univerzitní lize zvítězit, když ve finále porazili Engineers Prague 3:1 na zápasy. Titul se Akademikům ale obhájit nepodařilo, UK Kings Prague totiž ve finále ULLH 2023/24 podlehli 0:3 na zápasy.
Historicky nejproduktivnějším hráčem Akademiků je Jakub Faschingbauer, který za 6 sezón nasbíral 160 bodů.

## Historické názvy
- 2014 – Academics Pilsen
- 2019 – Akademici Plzeň
- 2023 – ZČU Akademici Plzeň (Západočeská univerzita Akademici Plzeň)

## Statistiky

### Přehled ligové účasti

#### Stručný přehled
- 2014–2019: EULH
- 2019– : ULLH

#### Jednotlivé ročníky
| Evropa (2014-2019) |                        |                                         |                                         |                                                            |                                         |                                         |
| Ročník             | Soutěž                 | PK                                      | ZČ                                      | Play-off                                                   | Cel. um.                                | Pozn.                                   |
| 2014/2015          | EUHL                   | 9                                       | 7.                                      | Klub nepostoupil do play-off                               | 7.                                      |                                         |
| 2015/2016          | EUHL                   | 10                                      | 8.                                      | Klub nepostoupil do play-off                               | 8.                                      |                                         |
| 2016/2017          | EUHL                   | 9                                       | 3.                                      | Semifinále (prohra 1:2 na zápasy s UMB Bánská Bystrica)    | 3.                                      |                                         |
| 2017/2018          | EUHL                   | 13                                      | 8.                                      | Čtvrtfinále (prohra 0:2 na zápasy s Diplomats Pressburg)   | 8.                                      |                                         |
| 2018/2019          | EUHL (východní divize) | 12                                      | 6.                                      | Čtvrtfinále (prohra 1:2 na zápasy s HC Masaryk University) | 6.                                      |                                         |
| Česko (2019-)      |                        |                                         |                                         |                                                            |                                         |                                         |
| Ročník             | Soutěž                 | PK                                      | ZČ                                      | Play-off                                                   | Cel. um.                                | Pozn.                                   |
| 2019/2020          | ULLH                   | 8                                       | 4.                                      | play-off zrušeno kvůli pandemii covidu-19                  |                                         |                                         |
| 2020/2021          | ULLH                   | sezóna zrušena kvůli pandemii covidu-19 | sezóna zrušena kvůli pandemii covidu-19 | sezóna zrušena kvůli pandemii covidu-19                    | sezóna zrušena kvůli pandemii covidu-19 | sezóna zrušena kvůli pandemii covidu-19 |
| 2021/2022          | ULLH                   | 10                                      | 6.                                      | Finále (prohra 1:2 na zápasy s UK Hockey Prague)           | 2.                                      |                                         |
| 2022/2023          | ULLH                   | 10                                      | 2.                                      | Finále (výhra 3:1 na zápasy s ČVUT Engineers Prague)       | 1.                                      |                                         |
| 2023/2024          | ULLH                   | 9                                       | 3.                                      | Finále (prohra 0:2 na zápasy s UK Kings Prague)            | 2.                                      |                                         |
| 2024/2025          | ULLH                   | 12                                      | 4.                                      | Semifinále (prohra 0:2 na zápasy s UK Kings Prague)        | 3.                                      |                                         |

## Významná utkání
Akademici dali ve své pětileté historii vzniknout několika významným akcím. Kultovní záležitostí se stala Bitva o Plzeň, každoroční hokejové utkání týmů Západočeské univerzity proti týmu Lékařské fakulty v Plzni. Pět ročníků má za sebou také Plyšáková bouře, na které Akademici vybírají plyšáky pro děti ve FN Plzeň a čtyři ročníky má za sebou utkání s názvem Z lavic až na zimák, na které Akademici rok co rok zvou studenty středních a základních škol v Plzni, aby jim ukázali, že i na vysoké škole mohou sportovat na vysoké úrovni.